# Bentley Mulsanne (2009)
Bentley Mulsanne – samochód osobowy klasy ultraluksusowej produkowany pod brytyjską marką Bentley w latach 2009 – 2020.

## Historia i opis modelu

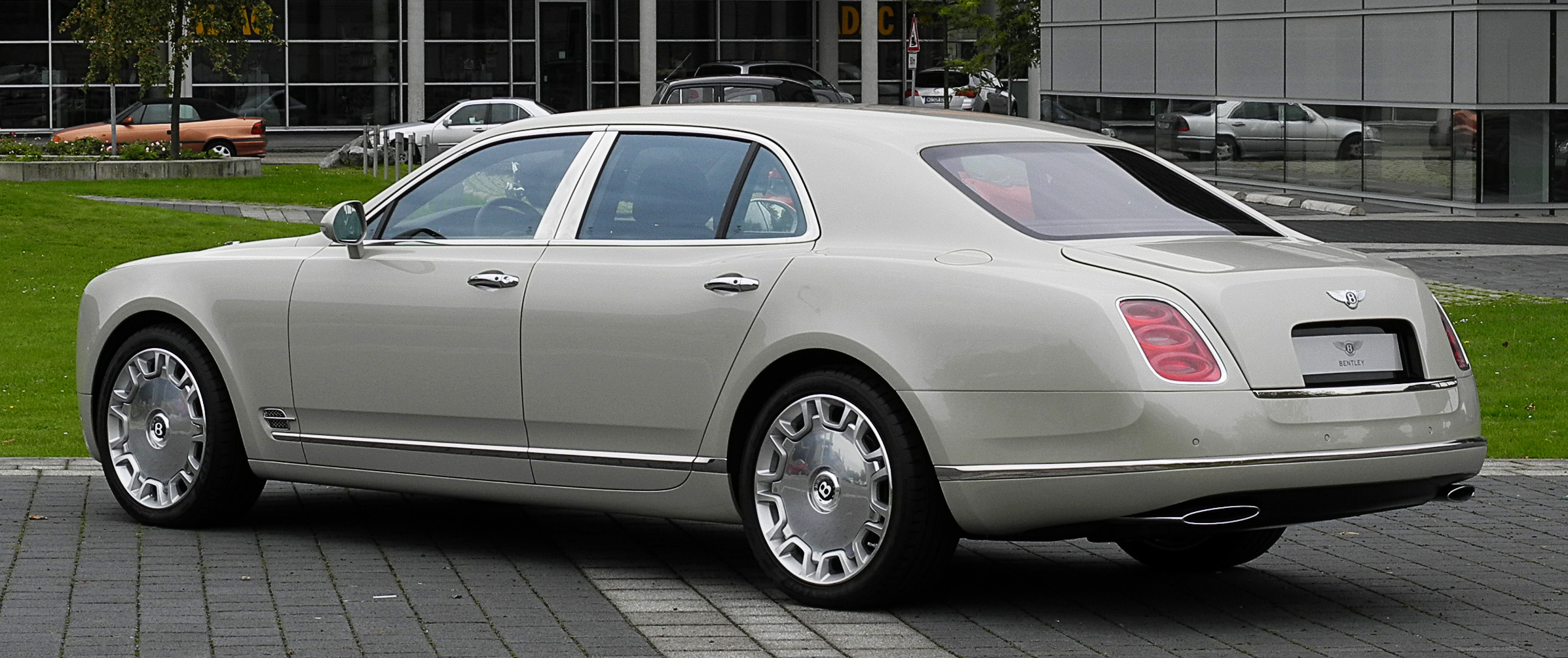
Bentley Mulsanne - tył

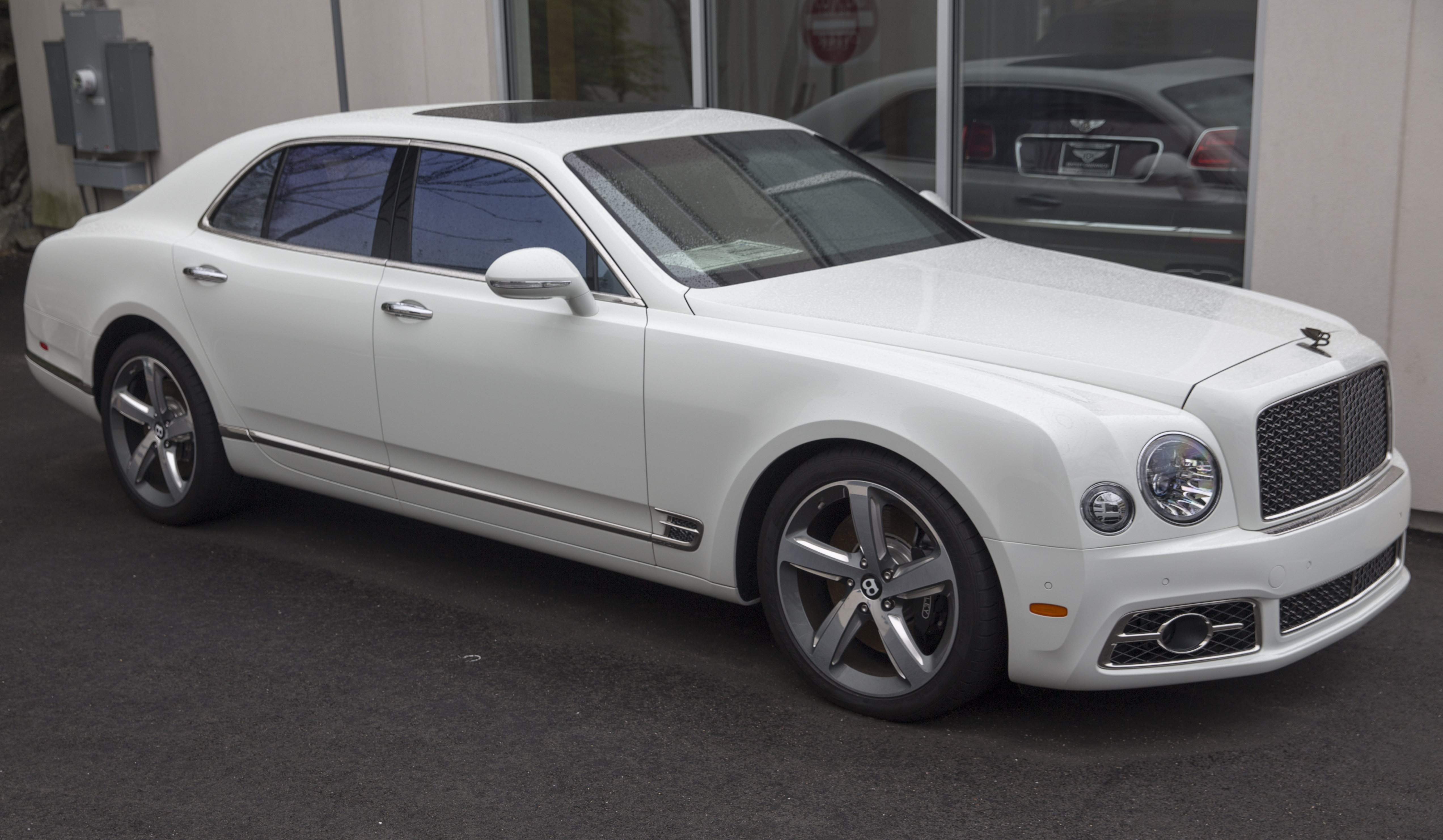
Bentley Mulsanne po liftingu

Po zakończeniu produkcji modelu Arnage, Bentley opracował od podstaw zupełnie nowego następcę, dla którego przywrócił nazwę Mulsanne stosowaną już wcześniej w latach 1980-1992. Premiera modelu miała miejsce w sierpniu 2009 roku, a sprzedaż ruszyła rok później, latem 2010 roku.
Mulsanne jest wyposażony w silnik benzynowy w układzie V8 o mocy 512 KM i pojemności 6750 cm3. Dzięki zastosowaniu dwóch turbosprężarek daje on dużą moc i moment obrotowy przy stosunkowo niskich obrotach (maksymalne obroty to około 5000 obr./min). Silnik wyposażony został w układ, który przy spokojnej jeździe wyłącza 4 z 8 cylindrów silnika, zmniejszając zużycie paliwa. Nowy Bentley posiada 8-biegową automatyczną skrzynię biegów.
Większość wyposażenia luksusowego umieszczona została przy fotelu kierowcy, gdyż szacunki firmy mówią, iż około 80% właścicieli będzie kierować Mulsanne osobiście.

### Mulsanne Speed

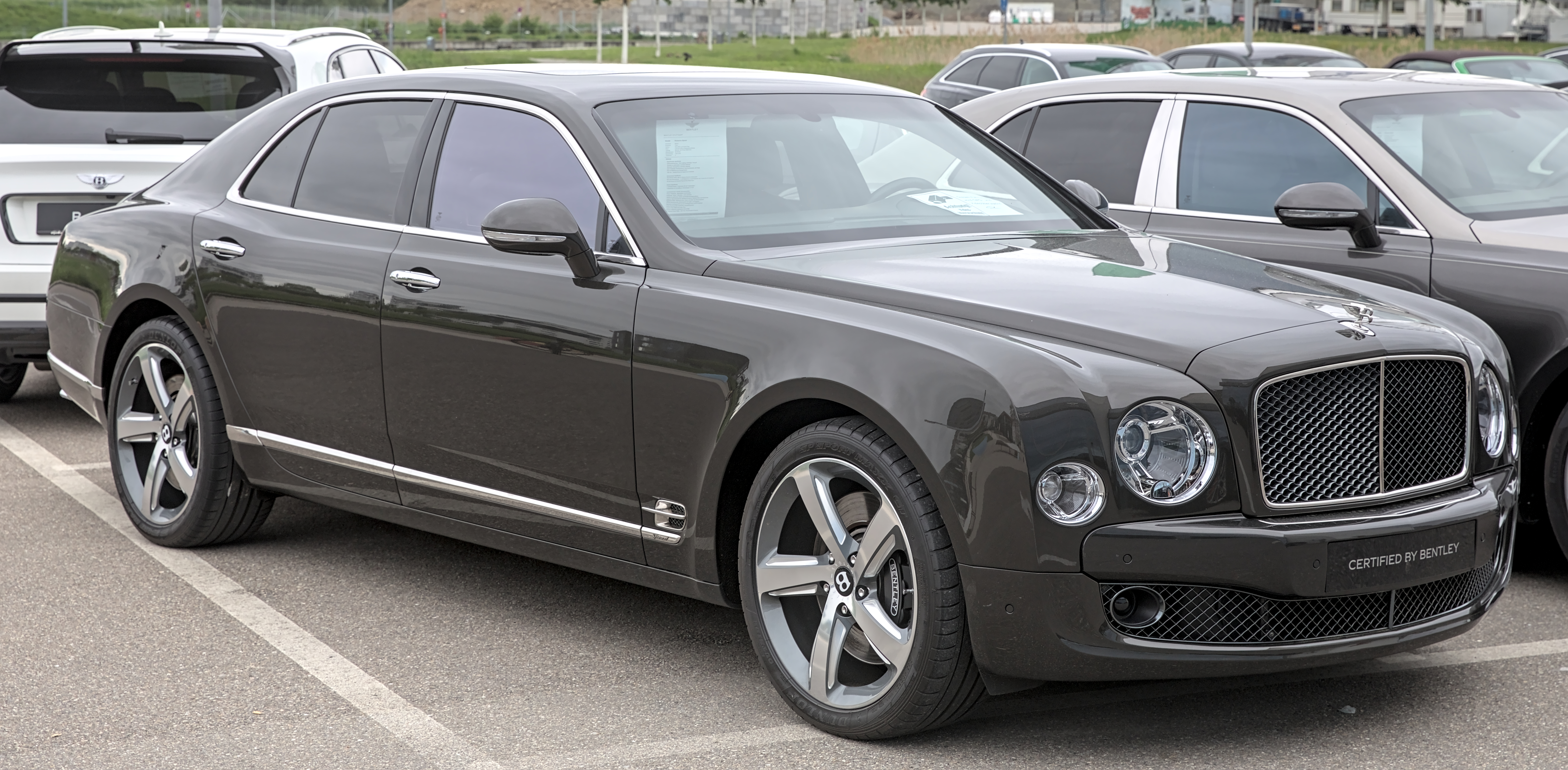
Bentley Mulsanne Speed przed liftingiem

We wrześniu 2014 roku Bentley zaprezentował usportowioną wersję o nazwie Mulsanne Speed. Samochód wyróżnia się m.in. specjalnymi, polerowanymi felgami ze stopów lekkich w rozmiarze 21 cali, ciemnymi kratownicami wlotów powietrza i innym wykończeniem wnętrza (kolorystyka fornirów). Auto napędza zmodernizowana jednostka V8 o pojemności 6,75 l. Silnik rozwija 537 KM i 1100 Nm. Auto przyspiesza do 100 km/h w 4,9 s i osiąga prędkość maksymalną 305 km/h. Ceny zaczynają się od 315 tys. euro.

### Koniec produkcji
W połowie stycznia 2020 roku Bentley ogłosił zakończenie produkcji Mulsanne po niespełna 10 latach rynkowej obecności, prezentując z tej okazji specjalny pożegnalny model. Koniec produkcji Mulsanne oznacza również zniknięcie z rynku 6,75-litrowego silnika V8. Samochód nie otrzyma następcy - miejsce po nim przejęła przedstawiona pół roku wcześniej nowa, większa trzecia generacja limuzyny Flying Spur.

### Dane techniczne
| Wersja       | Silnik:                          | Układ zasilania: | Śr. × skok tłoka:    | St. sprężania: | Moc maks:         | Maks. moment obrotowy       |
| ------------ | -------------------------------- | ---------------- | -------------------- | -------------- | ----------------- | --------------------------- |
| '10 Mulsanne | V8 6,75 l (6750 cm³), OHV, turbo | wtrysk           | 104,10 mm × 99,10 mm | b/d            | 512 KM (376,6 kW) | 1020 N•m przy 1750 obr./min |